# Kigozigozi
Kigozigozi är ett vattendrag i Burundi.   Det ligger i provinsen Rutana, i den södra delen av landet, 90 kilometer sydost om huvudstaden Bujumbura.
Omgivningarna runt Kigozigozi är huvudsakligen savann. Runt Kigozigozi är det ganska tätbefolkat, med 239 invånare per kvadratkilometer.